# Skurups bågskytteklubb

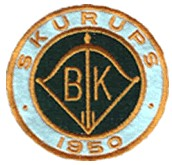
Skurups Bågskytteklubbs logotyp.

Skurups Bågskytteklubb är en bågskytteklubb i Skurup som bildades 1950. Klubben blev mycket aktiv vid starten med omkring 75 medlemmar. Den första platsen där träning bedrevs var vid Betvågens stensättning. Nuförtiden håller klubben till vid Stortorget i Skurup under inomhussäsongen och vid sin utebana bakom Folkets Hus sommartid.
År 1951 ansökte klubben om medlemskap i Svenska bågskytteförbundet. Träningen flyttades till idrottsplatsen där den bedrevs i många år. En av de stora tävlingarna som arrangerades var DM. Klubben stod som arrangör för två SM. Publiken, som uppgick till ca 200 personer, fick betala inträdesavgift.
I lokalväg förfogar klubben numer över tre olika utrymmen:
- Inomhusbana på Södra Torggatan 7C i Skurup. I denna lokal sker all träningsverksamhet under vinterhalvåret. Lokalen är utrustad med 18 m skjutbana, teknikhörna och kökshörna.
- Utomhusbanan ligger bakom Folkets park i Skurup. Denna plats har klubbhus med komplett teknikrum, konferensavdelning, kök, förråd etc. Det finns även en inhägnad 90 m gräsbana.
- Skurupshallen, som ligger i Skurup Sparbank Arena. Här arrangeras alla inomhustävlingar under vinterhalvåret.

## Tävlingar
Skurups Bågskytteklubb arrangerar följande tävlingar varje år.
- Marskatten WA 18/12m-rond (Mars månad)
- Gränsöverskridande ungdomstävling WA 70/50m rond (Maj månad för Skånska och Danska ungdomar)
- Arne Ljungqvist Minne I- SBF 36-rond (Juli månad)
- Arne Ljungqvist Minne II - SBF 36-rond (Juli månad)
- Ankepilen - WA 900 rond (Augusti)
- Nils Holgerssonträffen - WA25m rond (WA Stjärntävling) (November)
- Motor-Center Open - WA 18/12m rond med finaler (December)
- Helgpilen I - WA18/12m rond 30-pilar (Mellandagarna)
- Helgpilen II - WA18/12m rond 30-pilar (Mellandagarna)